# Orquestra Reial del Concertgebouw

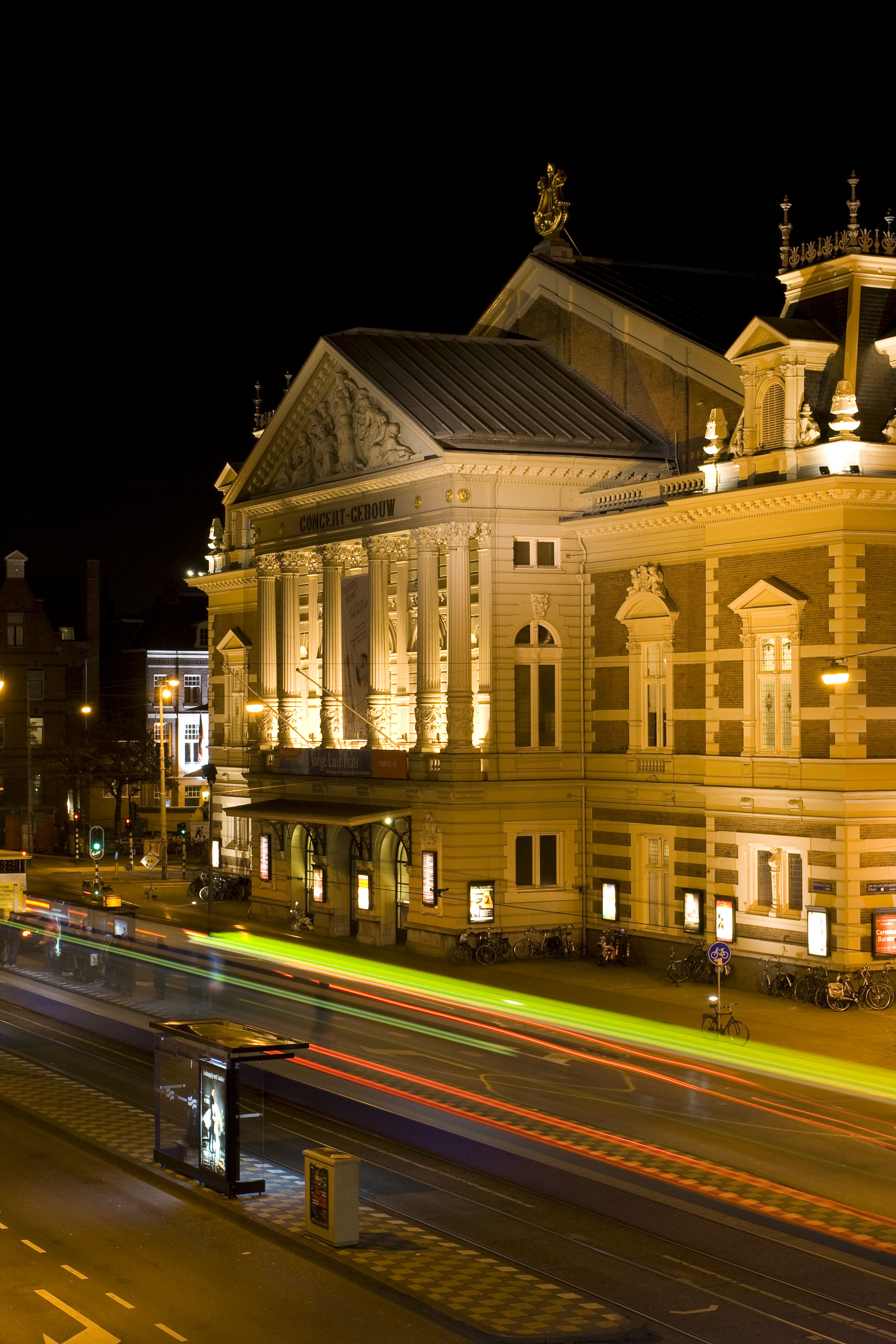
Instantània nocturna del Concertgebouw, seu de la KCO

L'Orquestra Reial del Concertgebouw (en neerlandès: Koninklijk Concertgebouworkest, KCO) és l'orquestra simfònica més coneguda i respectada
dels Països Baixos, i és generalment considerada com una de les millors del món. El seu nom prové del Concertgebouw ("sala de concerts" en neerlandès) d'Amsterdam, sala en la qual actua. El títol "reial" li fou atorgat l'any 1988 per la reina Beatriu.

## Història
El Concertgebouw es va inaugurar l'11 d'abril de 1888, però la KCO no fou creada fins uns mesos després. Va fer el primer concert al Concertgebouw el 3 de novembre de 1888 sota la direcció del seu director principal en els seus primers set anys, Willem Kes. L'any 1895, Willem Mengelberg n'esdevingué director principal i va romandre en aquest càrrec durant cinquanta anys, una permanència inusualment prolongada per a un director musical. (Altres llargues estades són les d'Evgeni Mravinski en l'Orquestra Filharmònica de Leningrad, Ernest Ansermet en l'Orchestre de la Suisse Romande, i la d'Eugene Ormandy en l'Orquestra de Filadèlfia). Generalment, se li atribueix el mèrit d'haver col·locat l'orquestra a un nivell de major projecció internacional, amb un particular suport a la música de compositors contemporanis com ara Gustav Mahler i Richard Strauss. L'any 1945, arran de la controvèrsia provocada per la seua relació amb les forces nazis d'ocupació durant la Segona Guerra Mundial, Mengelberg va ser despatxat de la direcció principal, i se li va prohibir dirigir, inicialment per la resta de la seva vida, però després d'una apel·lació per un reduït període de sis anys, aplicats retroactivament des del 1945. Mengelberg va morir l'any 1951 poc abans d'expirar el seu exili, de tal manera que no va tornar a dirigir l'orquestra després de 1945.
Entre 1945 i 1959, el director principal de l'orquestra va ser Eduard van Beinum, qui havia debutat amb la formació l'any 1929. L'any 1931 havia estat designat com segon director i l'any 1938 codirector principal. Una de les seues especialitats van ser les simfonies d'Anton Bruckner, i en va deixar enregistraments comercials de la vuitena i la novena per al segell Philips. Van Beinum seria director principal de l'orquestra des de la fi de la Segona Guerra Mundial fins a la seua sobtada mort al podi del Concertgebouw d'un fatal atac cardíac l'abril de 1959.
Bernard Haitink va debutar amb la KCO el 7 de novembre de 1956. Va compartir el càrrec de director principal amb Eugen Jochum fins a l'any 1963 (algunes fonts n'indiquen el 1964), i a partir d'ací i fins a l'any 1988 va ser únic director principal de l'orquestra. El nombre d'enregistraments discogràfics va augmentar considerablement sota la direcció de Haitink, editades majoritàriament per Philips, a més d'EMI i Columbia (posteriorment Sony). L'any 1999, va ser nomenat director Llorejat de la KCO.
Riccardo Chailly va fer el seu debut amb l'orquestra del Concertgebouw l'any 1985, i va ser-ne director principal des de 1988 fins a 2004. Va ser el primer director no neerlandès en ocupar el càrrec. Entre els seus enregistraments amb l'orquestra cal destacar cicle complet de les simfonies de Mahler i les obres orquestrals d'Edgar Varèse. Després d'abandonar el càrrec l'any 2004, Chailly va ser nomenat director emèrit de la KCO. El 2004, va ser succeït pel director letó Mariss Jansons.
L'orquestra va gaudir d'una relació molt propera amb Gustav Mahler, va difondre moltes de les seves simfonies i l'any 1920 va organitzar un festival dedicat a la seua música.
Altres directors que han treballat estretament amb l'orquestra són Pierre Monteux i George Szell. Més recentment, Nikolaus Harnoncourt va ser nomenat director invitat honorari de la KCO el 2000.
Cas únic entre les orquestres de semblant qualitat i veterania, l'orquestra del Concertgebouw només ha tingut sis directors principals, fet que li ha atorgat un caràcter distintiu. Amb el que ha estat descrit com cordes "vellutades", el so "daurat" dels metalls i l'excepcional timbre de les fustes, alguna vegada descrites com «típicament neerlandeses», la KCO ha guanyat un lloc entre el petit i selecte grup de les millors orquestres del món. Els prop de mil enregistraments que ha realitzat també han contribuït a la seua reputació.
Entre els directors artístics passats de la KCO cal esmentar Rudolf Mengelberg, Marius Flothuis i Peter Ruzicka. Actualment, el director executiu de l'orquestra és Jan Willem Loot.
Recentment, la KCO ha començat a editar els seus propis CD en un segell propi, KCO Live.

## Directors principals
- Daniele Gatti (2016-2018)
- Mariss Jansons (2004 - 2015)
- Riccardo Chailly (1988 - 2004)
- Bernard Haitink (1963 - 1988)
- Eduard Alexandre van Beinum (1945 - 1959)
- Willem Mengelberg (1895 - 1945)
- Willem Kes (1888 - 1895)